# Гаспарян, Апрес Бегларович
Апре́с Бегла́рович Гаспаря́н (арм. Ապրես Բեգլարի Գասպարյան; 1918, село Басаргечар Первой Республики Армения — 2000, Варденис) — армянский советский комбайнёр, передовик сельскохозяйственного производства. Герой Социалистического Труда (1952).

## Биография
Апрес Бегларович Гаспарян родился в 1918 году в селе Басаргечар Первой Республики Армения (ныне город Варденис Гехаркуникской области Республики Армения). С 1926 года Апрес Гаспарян учился в средней школе села Мец Мазра Басаргечарского района Армянской ССР, которую закончил в 1935 году.
С 1936 года Апрес Гаспарян был колхозником колхоза села Мец Мазра Басаргечарского района Армянской ССР. В 1938 году он был назначен счетоводом тракторной бригады колхоза, а через некоторое время, получив профессиональное образование, стал механизатором. С началом Великой Отечественной войны в 1941 году Гаспарян был призван в ряды Рабоче-крестьянской Красной армии. На фронте был до 1944 года, после чего был демобилизован из армии.
В 1944 году Апрес Гаспарян был назначен комбайнёром и бригадиром тракторной бригады Норакертской машинно-тракторной станции (МТС) Басаргечарского района Армянской ССР. В 1951 году бригада, руководимая Гаспаряном, начала обслуживать колхоз села Покр Мазра Басаргечарского района. Во время сбора обильного урожая пшеницы Гаспарян оказывал рабочим машинам отличный технический уход, организовал эффективный график работы. В результате механизаторы бригады ежедневно перевыполняли намеченные трудовые планы. В течение 24-х рабочих дней своим комбайном «Сталинец-6» бригадир Гаспарян намолотил 7934 центнера зерновых культур и 27 центнеров семян трав.
Указом Президиума Верховного Совета СССР от 2 июня 1952 года за достижение высоких показателей на уборке и обмолоте зерновых культур и семян трав в 1951 году Апресу Бегларовичу Гаспаряну было присвоено звание Героя Социалистического Труда с вручением ордена Ленина и золотой медали «Серп и Молот».
В последующие годы бригадир Апрес Гаспарян систематически перевыполнял производственные планы. В 1954 году он участвовал во Всесоюзной сельскохозяйственной выставке. За достигнутые трудовые успехи Гаспарян был награждён почётной грамотой Верховного Совета Армянской ССР. В 1955 году он вступил в ряды КПСС. После расформирования машинно-тракторных станций, в марте 1959 года Апрес Гаспарян был назначен директором Басаргечарского автомобильного управления.
Апрес Бегларович Гаспарян скончался в 2000 году в городе Варденис Гехаркуникской области Республики Армения.

## Награды
- Герой Социалистического Труда (Указ Президиума Верховного Совета СССР от 2 июня 1952 года, орден Ленина и медаль «Серп и Молот») — за достижение высоких показателей на уборке и обмолоте зерновых культур и семян трав в 1951 году[5].
- Почётная грамота Верховного Совета Армянской ССР[4].